# Herb gminy Rutka-Tartak
Herb gminy Rutka-Tartak – symbol gminy Rutka-Tartak.

## Wygląd i symbolika
Herb przedstawia na tarczy w polu żółtym, nawiązującym do rolniczego charakteru gminy, dwa zielone świerki, za nimi zielony element z krzyżem (symbol miejscowej parafii oraz pomnika na rozstaju dróg w kierunku Wiżajn i Ejszeryszk), przed świerkami dwie błękitne linie faliste, symbolizujące rzeki: Szeszupa i Potopka, natomiast w dolnej części tarczy czerwoną datę „1874”, która upamiętnia utworzenie wsi Rutka-Tartak z dwóch istniejących wcześniej osad.